# Saint-Bonnet-l'Enfantier
Saint-Bonnet-l'Enfantier is een gemeente in het Franse departement Corrèze (regio Nouvelle-Aquitaine) en telt 258 inwoners (1999). De plaats maakt deel uit van het arrondissement Brive-la-Gaillarde.

## Geografie
De oppervlakte van Saint-Bonnet-l'Enfantier bedraagt 11,7 km², de bevolkingsdichtheid is 22,1 inwoners per km².
De onderstaande kaart toont de ligging van Saint-Bonnet-l'Enfantier met de belangrijkste infrastructuur en aangrenzende gemeenten.

## Demografie
Onderstaande figuur toont het verloop van het inwonertal (bron: INSEE-tellingen).